# 欧日地区蒙特勒伊
欧日地区蒙特勒伊（法語：Montreuil-en-Auge，法語發音：[mɔ̃tʁœj ɑ̃.n‿oʒ] ⓘ）是法国卡尔瓦多斯省的一个市镇，属于利雪区。

## 地理
欧日地区蒙特勒伊（49°10'17"N, 0°3'17"E）面积3.37 平方千米，位于法国诺曼底大区卡爾瓦多斯省，该省份为法国西北部沿海省份，北濒大西洋英吉利海峡，东北与滨海塞纳省以海上边界相接，东临厄尔省，南至奧恩省，西与芒什省接壤。
与欧日地区蒙特勒伊接壤的市镇（或旧市镇、城区）包括：康布勒梅尔、莱欧帕尔蒂、马内尔布、拉罗克拜尼亚尔、圣旺勒潘、康布勒梅尔。

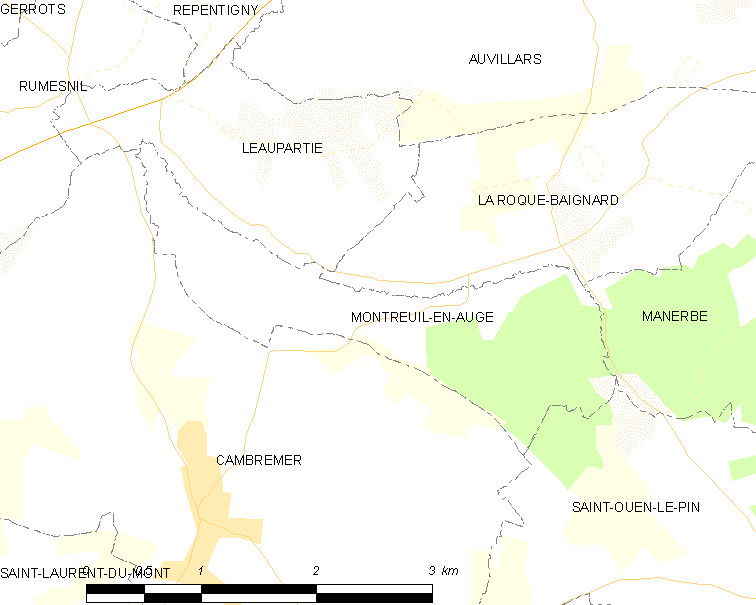
欧日地区蒙特勒伊的OSM定位图

欧日地区蒙特勒伊的时区为UTC+01:00、UTC+02:00（夏令时）。

## 行政
欧日地区蒙特勒伊的邮政编码为14340，INSEE市镇编码为14448。

## 政治
欧日地区蒙特勒伊所属的省级选区为梅济东瓦莱多日县。

## 人口

1962-2008年间欧日地区蒙特勒伊人口变化图示

欧日地区蒙特勒伊于2022年1月1日时的人口数量为65人。